# Sielco
Sielco – miasto w Rosji, w obwodzie briańskim. W 2010 roku liczyło 17 934 mieszkańców. Jest podporządkowane bezpośrednio władzom obwodowym (nie wchodzi w skład żadnego rejonu).
Znajduje tu się stacja kolejowa Sielco, położona na linii Briańsk – Smoleńsk.

## Przemysł
Zlokalizowany tu jest zakład chemiczny im. L-lecia ZSRR, wytwarzający m.in. materiały wybuchowe dla potrzeb militarnych. Podczas inwazji Rosji na Ukrainę, 13 stycznia 2025, fabryka została zbombardowana przez siły ukraińskie za pomocą rakiet ATACMS lub Storm Shadow.